# Studio Lukkien
Studio Lukkien is een mediabedrijf in Ede. Het bedrijf is gespecialiseerd in reclamefotografie en -film.
Lukkien ontstond in 1972 als fotostudio van Bouke Lukkien senior in Veenendaal. In de loop der jaren groeide het bedrijf gestaag en in 2001 werd een compleet nieuw studiocomplex gebouwd langs de A12. Dit complex bestaat uit drie grote en diverse kleinere studio's. De grootste heeft een oppervlakte van 2000m². Het complex heeft een heliplatform voor eigen gebruik.
In Studio Lukkien zijn bekende televisieprogramma's opgenomen zoals:
- The voice of Holland (seizoen 1) (2010-2011)
- Sterren Dansen op het IJs (seizoen 4) (2011) (ter vervanging van Studio 22 in Hilversum i.v.m. X-Factor)
- Showbizzquiz (2013)
- The Tribute: Battle of the Bands (2022-heden)
- De kwis met ballen (2023)

Studio Lukkien was verantwoordelijk voor de special effects in de films Abeltje en Minoes.